# Лакхнау (округ)
Лакхнау (англ. Lucknow) — округ в индийском штате Уттар-Прадеш. Административный центр — город Лакхнау. Площадь округа — 2528 км². По данным всеиндийской переписи 2001 года население округа составляло 3 647 834 человека. Уровень грамотности взрослого населения составлял 68,71 %, что выше среднеиндийского уровня (59,5 %).

## Демография
По данным переписи населения 2011 года в округе Лакхнау проживало 4 589 838 человек, что примерно равно населению штата Джорджия или американского штата Луизиана. Это дает ему рейтинг 31-го места в Индии по численности населения (из общего числа 640).
Плотность населения района составляет 1815 человек на квадратный километр.
В Лакхнау соотношение полов составляет 906 женщин на каждые 1000 мужчин, а уровень грамотности равен 79,33 %. По данным переписи 2001 года, в округе Лакхнау проживало 3 681 461 человек.
По данным переписи 2001 года, в округе Лакхнау проживало 3 681 461 человек.

## Климат
Климат округа Лакхнау преимущественно субтропический.

## Языки
На момент переписи населения Индии 2011 года 91,19 % населения округа говорило на хинди (или родственном языке) и 7,56 % — на урду как на своем родном языке.
На языке Авадхи говорят более 38 миллионов человек по всей Индии.